# JAC J5
JAC J5 — переднеприводной среднеразмерный седан, выпускаемый китайской компанией JAC Motors с 2011 года.

## Описание
Автомобиль JAC J5 серийно производится с 2011 года. В Китае стоимость автомобиля составляла от 62800 до 75800 до юаней. Автомобиль оснащён бензиновым двигателем внутреннего сгорания Straight-4 объёмом 1,5—1,8 литра. В марте 2014 года автомобиль прошёл фейслифтинг. Цены выросли до 98000 юаней.
В мае 2012 года был произведён спортивный автомобиль JAC Heyue Sport Edition. Стоимость составляла 87000 юаней. От базовой модели автомобиль отличается кузовом, спойлерами и подвеской.
С марта 2018 года производится электромобиль JAC iEVA50. Под задними сиденьями присутствует аккумуляторный отсек. Мощность — 60 кВт. В 2019 году электромобиль прошёл фейслифтинг.

## Галерея

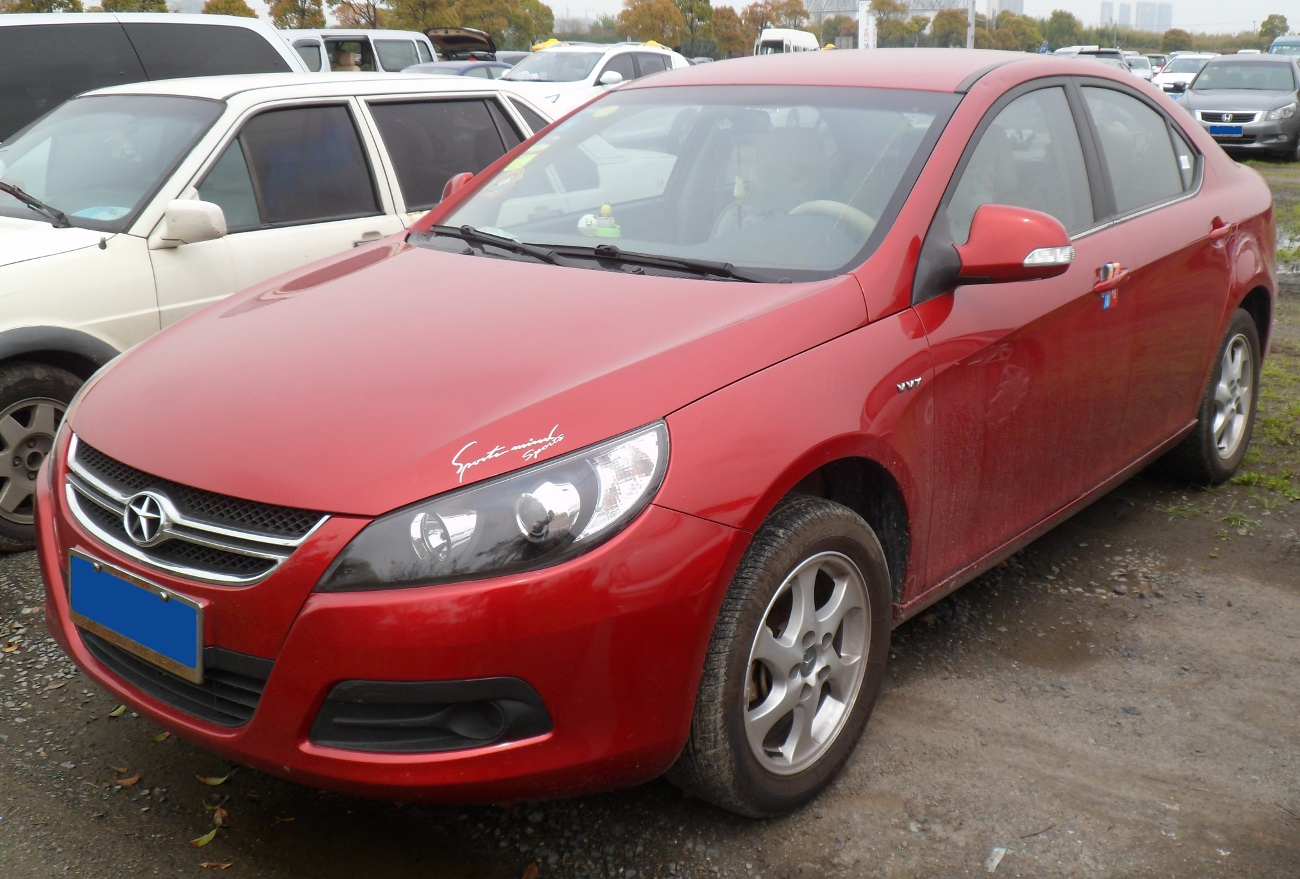
JAC Heyue (вид спереди)
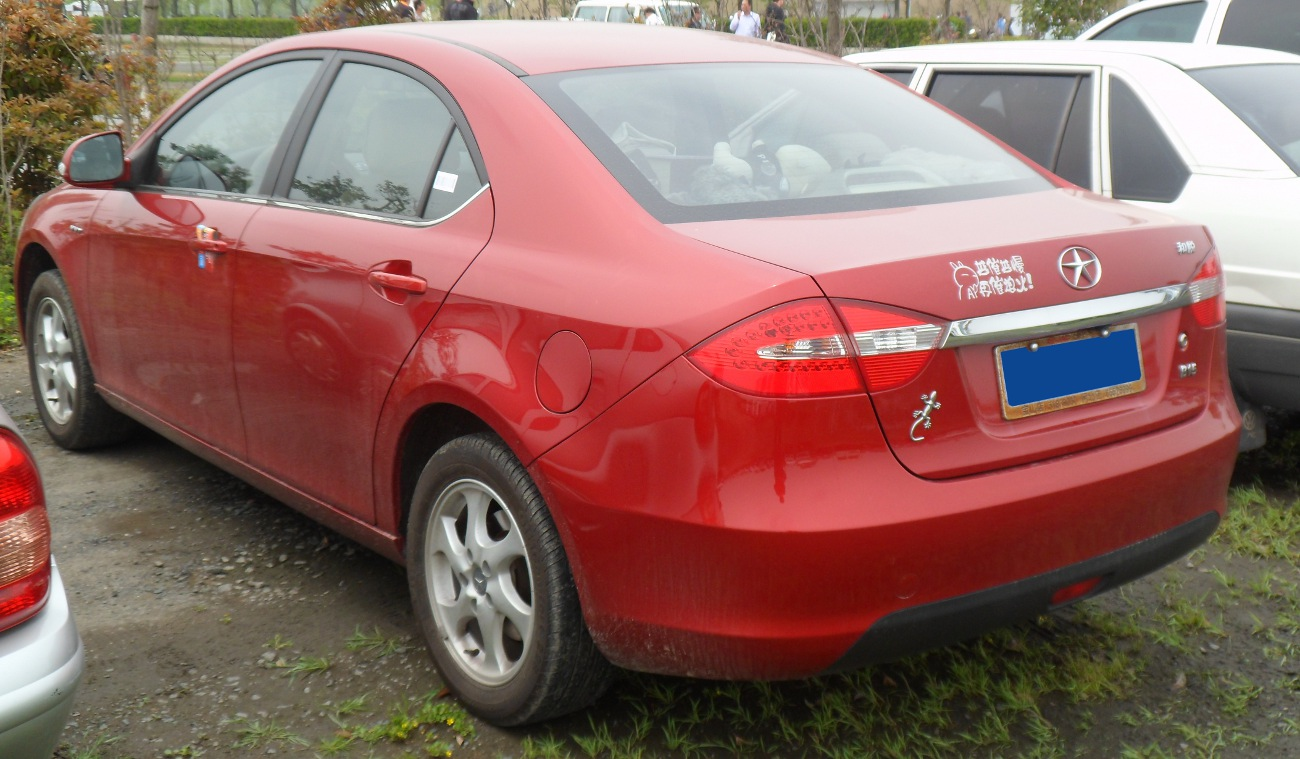
JAC Heyue (вид сзади)
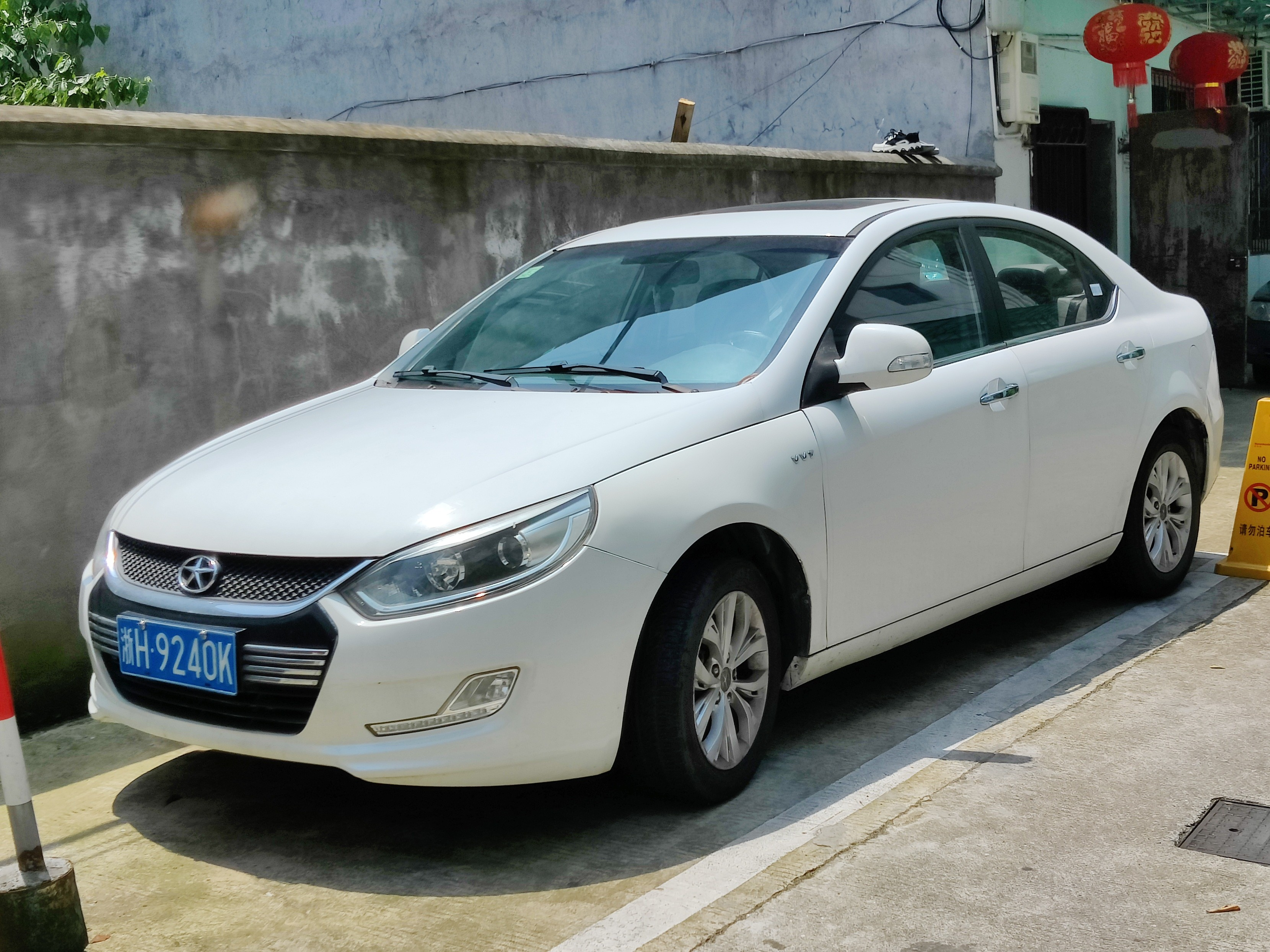
Фейслифтинг
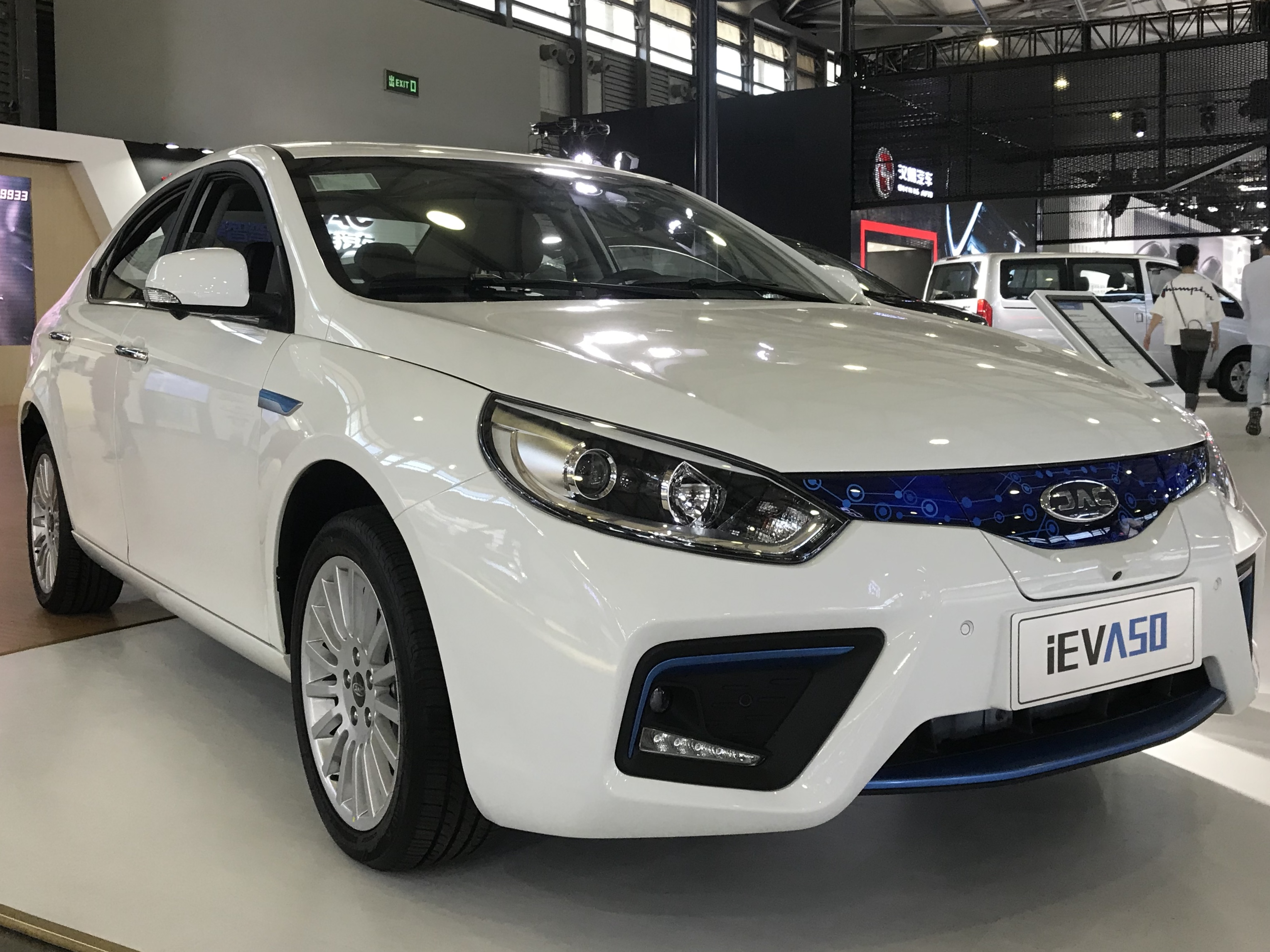
JAC iEVA50
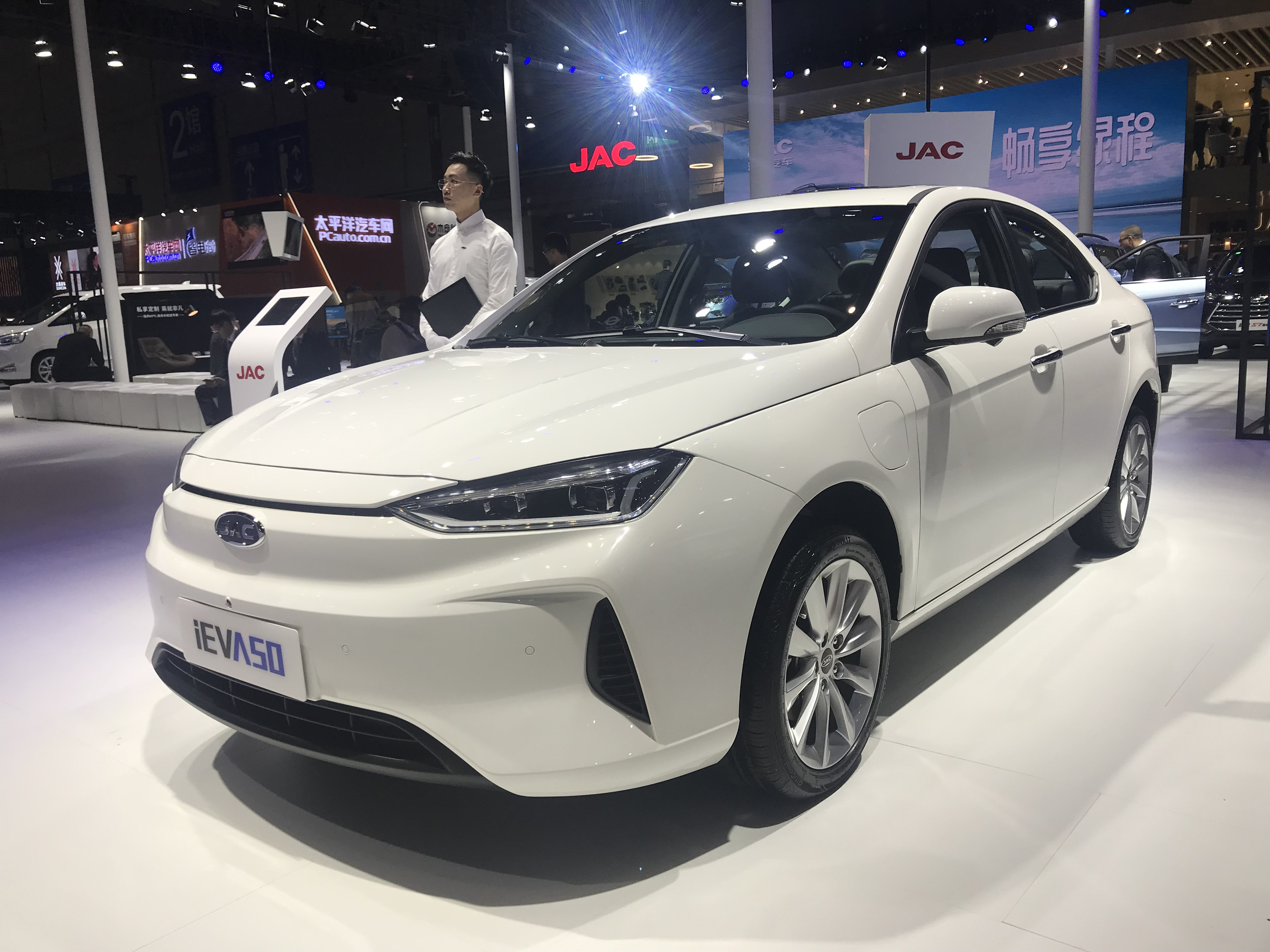
Фейслифтинг